# Mala Petrivka, Bârzula
Mala Petrivka (în ucraineană Мала Петрівка) este un sat în comuna Cuialnic din raionul Bârzula, regiunea Odesa, Ucraina.

## Demografie
Componența lingvistică a localității Mala Petrivka
     Ucraineană (90,32%)
     Rusă (6,45%)
Conform recensământului din 2001, majoritatea populației localității Mala Petrivka era vorbitoare de ucraineană (90,32%), existând în minoritate și vorbitori de rusă (6,45%).